# Fagus × taurica
Кримський бук, бук таврійський — це листопадне дерево з роду Бук. Рідний ареал цього гібрида — Європа, Крим. Це дерево і росте в основному в помірному біомі.

## Поширення
Рідний ареал рослини — Болгарія, Греція, Україна (Крим), Румунія.
Введено також в Угорщині та Польщі.

## Таксономія
Належить до Еукаріотів, царства Рослини, тип Насінні, клас Магноліопсіди, порядок Букоцвіті, родина букові, рід бук.